# HTTP 403
HTTP 403、またはエラーメッセージ Forbidden（「閲覧禁止」「禁止されています」の意）は、HTTPステータスコードの一つ。ページが存在するものの、特定のアクセス者にページを表示する権限が付与されず、アクセスが拒否されたことを示すもの。また、サイトの制作者側の設計ミスによる障害やサイトが非常に混雑している時、URLが間違っている場合にも表示されることがある。

## HTTP 403エラーにおけるサブステータス
HTTP応答のボディなどに以下のコードを含めるサーバーもある（IISなど）。ただし、RFC 2616の6.1.1節にしたがうなら、HTTP応答の第1行目のステータス・コードは、拡張用コードも含め、きっかり3桁であることに注意が必要である。
- 403.1 - 実行アクセス禁止
- 403.2 - 読取アクセス禁止
- 403.3 - 書込アクセス禁止
- 403.4 - SSLが必要
- 403.5 - SSL128が必要
- 403.6 - IPアドレス拒否
- 403.7 - クライアント証明書が必要
- 403.8 - サイトアクセス拒否
- 403.9 - 混雑中
- 403.10 - 意図的な設定
- 403.11 - パスワード変更
- 403.12 - 管理者によるアクセス拒否
- 403.13 - クライアント証明書が失効
- 403.14 - ディレクトリーリスト拒否
- 403.15 - クライアントアクセス証明書の超過
- 403.16 - クライアント証明書の信憑性が低いもしくは無効
- 403.17 - クライアント証明書が満了もしくは有効期間開始前
- 403.18 - アプリケーションプールによるリクエストが実行不可
- 403.19 - アプリケーションプールによるCGIアプリケーションが実行不可
- 403.20 - パスポート ログオンの失敗
- 403.21 - ソース アクセス拒否
- 403.22 - 無限深度拒否